# Talent High School - Il sogno di Sofia
Talent High School - Il sogno di Sofia è una sitcom italiana, prodotta dalla Lux Vide, la cui protagonista, Sofia, è una giovane ragazza appassionata di danza interpretata da Alice Bellagamba.
La prima stagione è stata trasmessa in prima visione assoluta su Super! dal 24 settembre 2012, mentre la seconda dal 2 settembre 2013.

## Trama
Sofia Perri, figlia del meccanico Sirio, sogna di entrare all'accademia di spettacolo Talent High School per mettere a frutto le sue passioni coltivate da autodidatta, ovvero la danza e il canto. Spesso delusa nelle sue speranze di successo, decide di spacciarsi per Allegra De Magistriis, figlia di un produttore di Hollywood. Di volta in volta la sua recita a fin di bene rischia di essere mandata all'aria con esiti divertenti.

## Personaggi
- Sofia Perri (stagioni 1-2), interpretata da Alice Bellagamba
Figlia del meccanico Sirio, vive nei sobborghi della città. Ha imparato a ballare da autodidatta, di nascosto dal padre che non approva il suo sogno e che invece la vorrebbe al suo fianco nell'attività. È dotata in danza moderna, mentre non ha alcun fondamento in balletto classico. Sicura di sé e schietta, ha un forte senso di giustizia e non segue molto la moda. Diventa molto amica di Bart, con cui alterna un rapporto di amore e odio. Insieme si completano come un Tao, e hanno un forte feeling e una chimica innegabile, di cui anche la ragazza si è accorta. Il loro rapporto si evolverà in maniera poco equivocabile nel corso della serie, e nell'ultimo episodio della seconda stagione si baceranno.
- Allegra De Magistriis (stagioni 1-2), interpretata da Alice Bellagamba
Figlia di un noto produttore di Hollywood e punto di riferimento in fatto di moda e spettacolo, è sempre perfetta e ha molto talento per la danza. Allegra è l'immagine specchiata di Sofia, che decide quindi di fingere di essere lei. Nei panni della ragazza, si finge snob, altezzosa e a suo agio in qualsiasi situazione.
- Bartolomeo "Bart" Carolis (stagioni 1-2), interpretato da Gianluca Vicari
 Ottimo ballerino e cantante, è ostile e aggressivo, ma sa essere anche dolce, comprensivo e pronto ad aiutare. Si tiene sempre sulla difensiva, tiene le distanze e sa essere molto onesto. È stato obbligato a frequentare l'accademia da suo padre, un produttore musicale, ma il suo sogno è studiare ingegneria e lavorare per la Ferrari. È l'unico a conoscere la vera identità di Sofia, e quest'ultima è al corrente del suo sogno. Dopo un iniziale conflitto, si alleano: Bart le insegnerà la danza classica e lei convincerà suo padre, Sirio, ad insegnargli la meccanica. Il suo rapporto con Sofia all'inizio è freddo e sarcastico, ma poi i due inizieranno ad essere amici, alternando uno stato di odio e amore. Nel corso della serie comincerà a sentire qualcosa per Sofia; questo deriva dal fatto che il loro patto li porta a stare molto "gomito a gomito", e questo si nota perché quando la giovane è nel gruppo lui vede semplicemente la sua amica, ma quando intravede un rivale allora scalpita, comincia a diventare scontroso e calcolatore. Diventa molto protettivo e abbastanza geloso con Sofia, l'unica che riesce a fare uscire il suo lato più tenero. Nel corso della seconda serie diventa geloso di Patrick, per via del tempo che passa con Sofia, ma alla fine della seconda stagione riusciranno a stare insieme e a scambiarsi un bacio.
- Greta Gironi (stagioni 1-2), interpretata da Emanuela Di Crosta
Greta è una ragazza creativa, con la testa tra le nuvole, di natura buona, piena di entusiasmo ed ottimismo, ma anche ingenua, e per questo causa spesso guai. È generosa e fornisce buoni consigli, anche se non ortodossi. Ama scrivere poemi, brevi storie e monologhi.
- Gregorio "Greg" Frattina (stagioni 1-2), interpretato da Romolo Guerreri
Genio della moda, sogna di diventare stilista. È timido ed ipocondriaco, e questo lo rende la vittima preferita di Marion, contro cui cerca invano di ribellarsi. Sembra che viva in un mondo tutto suo, ha paura di qualsiasi cosa ed è molto pessimista. Successivamente s'innamora di Greta.
- Marion Minelli (stagioni 1-2), interpretata da Katsiaryna Shulha
Marion è l'unica studentessa ad essere entrata nell'accademia non per il suo talento, ma perché è la figlia del preside. Per questo motivo, tutti hanno paura di lei, temendo che li faccia espellere nel caso non fossero gentili. Marion, dopo non essere riuscita a diventare amica di Allegra, decide di distruggerla, perché è l'unica che potrebbe rubarle il posto di regina.
- Professor De Blasi (stagioni 1-2), interpretato da Gianmarco Pozzoli
Tutor del gruppo di cinque studenti del primo anno, è un uomo eccentrico e amichevole, la cui vita è governata dalla sua unica passione: concludere la composizione di un musical, cominciata 17 anni prima. Terminata la stesura del suo progetto, lo affida agli studenti perché lo mettano in scena.
- Sirio Perri (stagione 1), interpretato da Francesco Salvi
Padre di Sofia, è un uomo buono che lavora come meccanico nella propria officina. Burbero e pragmatico, non riesce a capire la passione per la danza di sua figlia. Rimasto vedovo quando Sofia aveva solo un anno, si è votato al suo lavoro e alla sua bambina. È uno dei primi ad accorgersi del feeling tra la figlia e Bart, cosa che lo porterà a sviluppare una gelosia paterna.
- Patrick O'Connell (stagione 2), interpretato da Alessandro Fella 
Patrick è un ragazzo di 17 anni, bello, talentuoso, ammirato e amato da tutte. Dublinese, in scambio per un anno alla Talent High School, frequenta corsi disciplinari in diverse classi, compresi alcuni del secondo anno. Solare e simpatico, è un DJ conosciuto di là e di qua dell'Oceano, ed è molto bravo alla console. È anche campione di pugilato, anche se non lo pratica più causa infortunio. Durante il corso della seconda serie, è oggetto del desiderio di Sofia e Marion, anche se quest'ultima non è ricambiata.

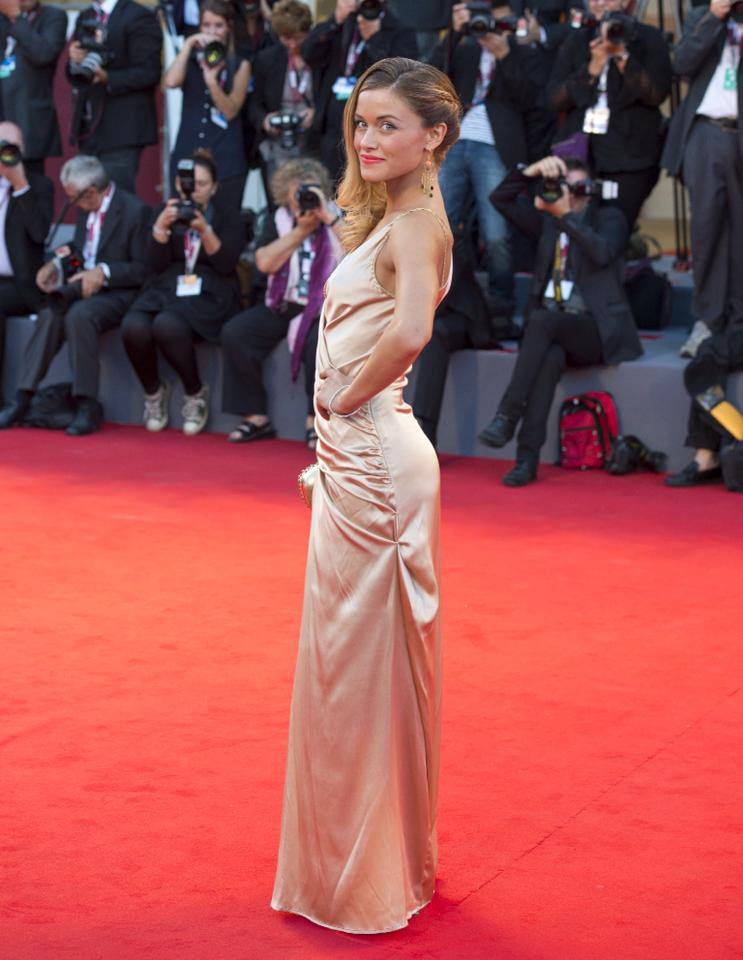
Alice Bellagamba è Sofia Perri/Allegra De Magistriis
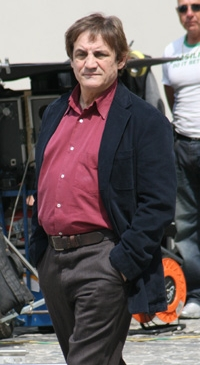
Francesco Salvi è Sirio Perri

## Episodi
| Stagione         | Episodi | Prima TV |
| ---------------- | ------- | -------- |
| Prima stagione   | 24      | 2012     |
| Seconda stagione | 24      | 2013     |